# Sabrina Siani
Sabrina Siani, née Sabrina Seggiani à Rome en 1963, est une actrice italienne. Elle a aussi utilisé les pseudonymes de Sabrina Vendeurs et Sabrina Syan.

## Biographie
Sabrina Siani joue dans de nombreux films pour la plupart violents de type cannibal movie ou péplums érotiques durant une période de trois ans alors qu'elle a entre 17 et 20 ans.
Elle quitte les plateaux en 1989, à l'âge de 26 ans.
Pendant sa brève carrière, elle a tourné des films films d'horreur sous la direction de réalisateurs comme  Lucio Fulci, Umberto Lenzi, Antonio Margheriti, Joe d'Amato, Jesús Franco et Alfonso Brescia.

## Filmographie partielle

### Cinéma
- 1979 : Napoli... la camorra sfida, la città risponde d'Alfonso Brescia
- 1979 : Les Contrebandiers de Santa Lucia (I contrabbandieri di Santa Lucia) d'Alfonso Brescia
- 1980 : Une fille pour les cannibales (Mondo cannibale) de  Jesús Franco
- 1980 : Terreur cannibale d'Alain Deruelle
- 1981 : Pierino, médecin de la Sécurité sociale (Pierino medico della SAUB) de Giuliano Carnimeo
- 1981 : La Zézette plaît aux marins (La dottoressa preferisce i marinai) de Michele Massimo Tarantini
- 1982 : La Fille de la jungle (Incontro nell'ultimo paradiso) d'Umberto Lenzi
- 1982 : 2020 Texas Gladiators (Anno 2020 - I gladiatori del futuro) de Joe D'Amato
- 1982 : Ator le Conquérant (Ator l'invincibile) de Joe D'Amato
- 1982 : Sangraal (Sangraal, la spada di fuoco) de Michele Massimo Tarantini
- 1983 : Conquest (La conquista de la tierra perdida) de Lucio Fulci
- 1983 : L'Épée de feu (Il trono di fuoco) de Francesco Prosperi
- 1984 : Le Bon Roi Dagobert de Dino Risi
- 1987 : Aenigma de Lucio Fulci
- 1987 : Cobra nero de Stelvio Massi

### Télévision
- 1989 : Disperatamente Giulia , mini-série hispano-italienne en six épisodes de 90 minutes, réalisée par Enrico Maria Salerno d'après le best-seller de Sveva Casati Modignani et diffusée en 1989 sur Canale 5.
- 1989 : Classe di ferro série T-V de 24 épisodes de 60/70 minutes diffusées sur Italia 1.